# Hildegarde de Bourgogne

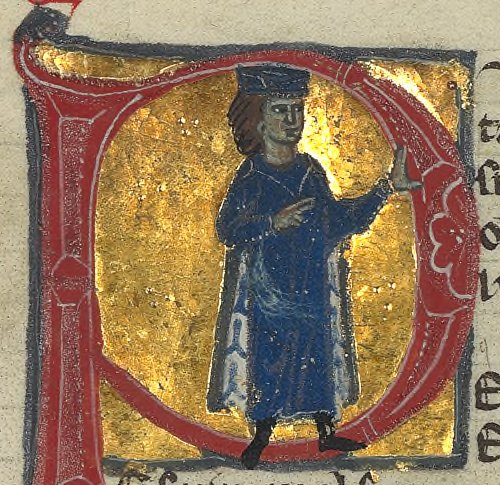
Guillaume, fils d'Hildegarde.

Hildegarde, ou Audéarde, ou Aldéarde de Bourgogne (vers 1056-1104) est une femme de la noblesse française, duchesse consort de Gascogne et d'Aquitaine par son mariage avec Guillaume VIII d'Aquitaine.

## Biographie
Elle est l'unique fille de Robert Ier de Bourgogne et de sa seconde épouse, Ermengarde d'Anjou. 
Elle épouse Guillaume VIII, duc d'Aquitaine, dont elle est la troisième femme. Trois enfants naissent de cette union :
- Guillaume IX d'Aquitaine ;
- Agnès d'Aquitaine, reine d'Aragon et de Navarre ;
- Béatrice?[6], mariée à Alphonse VI de León, puis à Élie Ier du Maine[7].

La naissance de leur fils Guillaume donne lieu à de grandes fêtes à la cour d'Aquitaine, mais l'Eglise le considère comme illégitime du fait de la consanguinité de ses parents. Guillaume VIII est contraint d'effectuer un pèlerinage à Rome peu après la naissance pour obtenir auprès du pape Grégoire VII la bénédiction du mariage avec Hildegarde.